# St. Johannes der Täufer und St. Blasius (Wiedersbach)

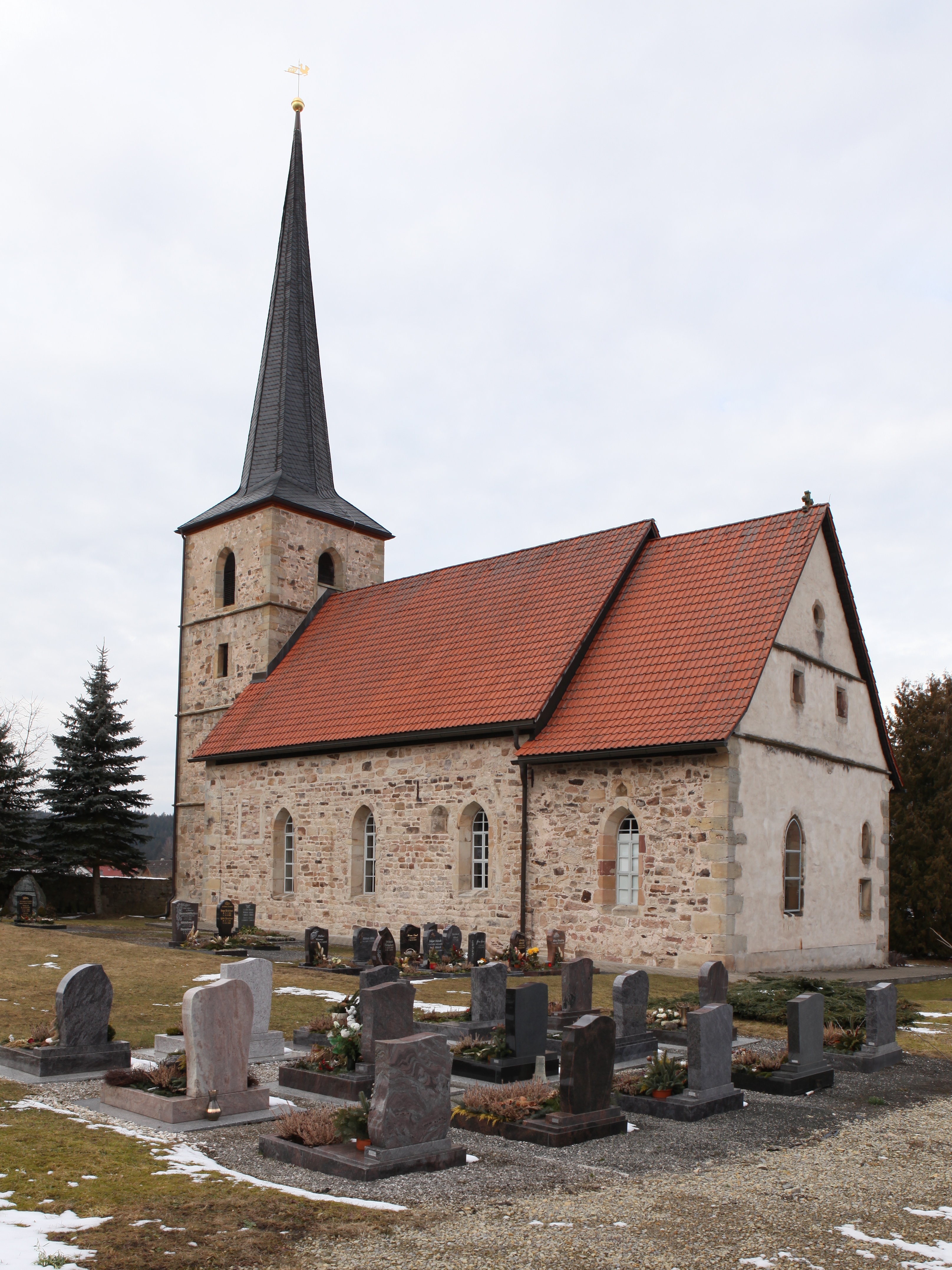
Evangelische Kirche St. Johannes der Täufer und St. Blasius in Wiedersbach

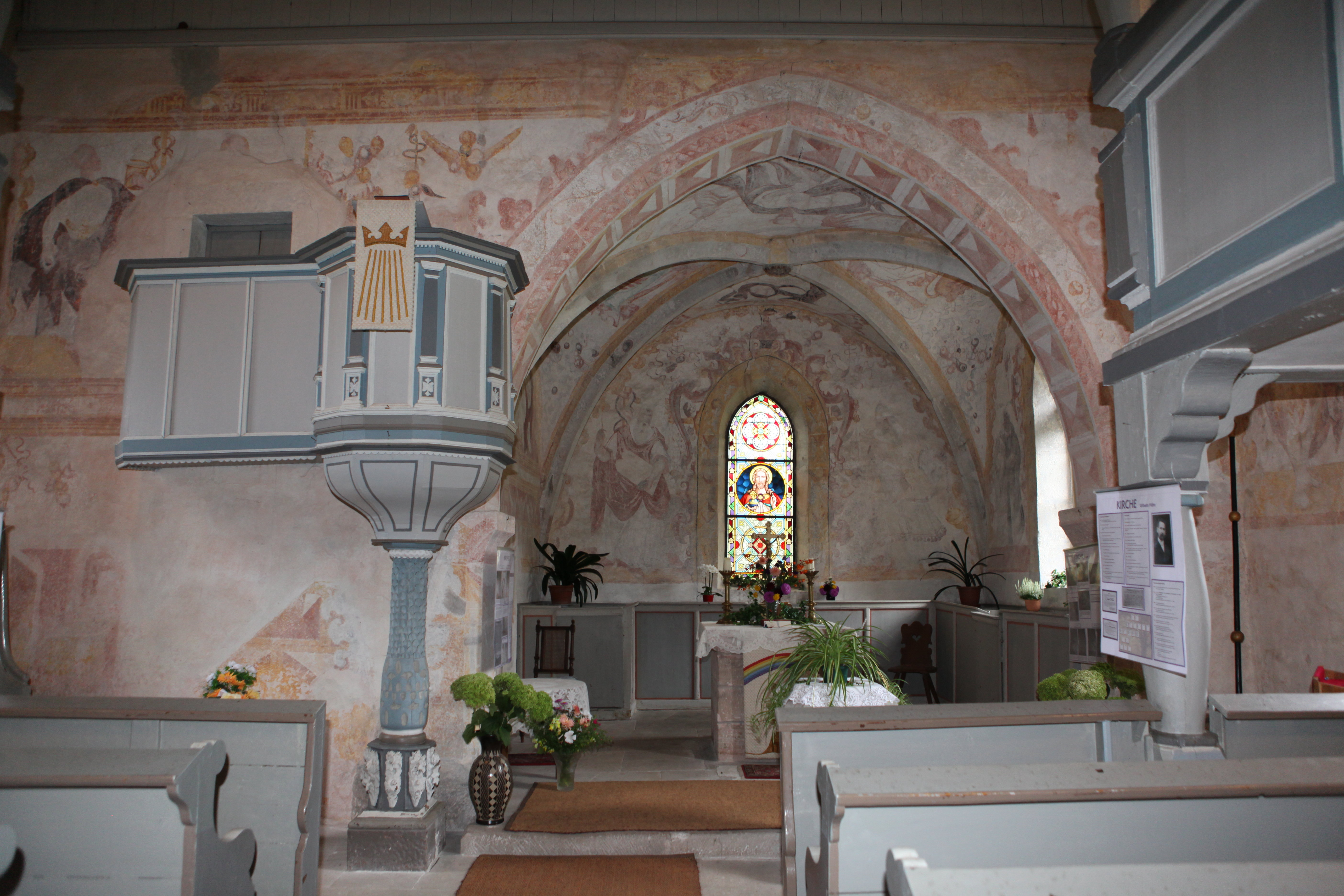
Triumphbogen und Kanzel

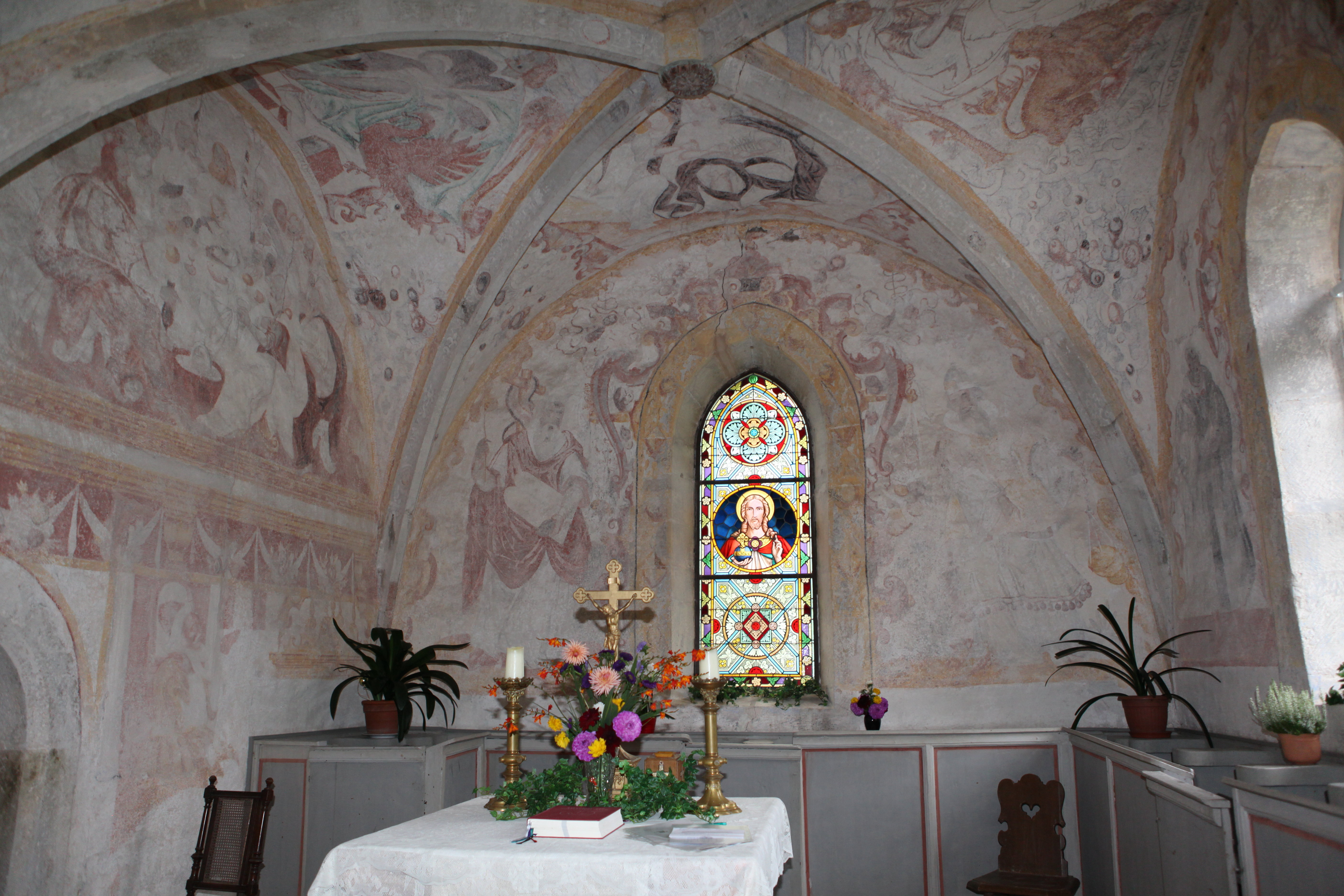
Chor

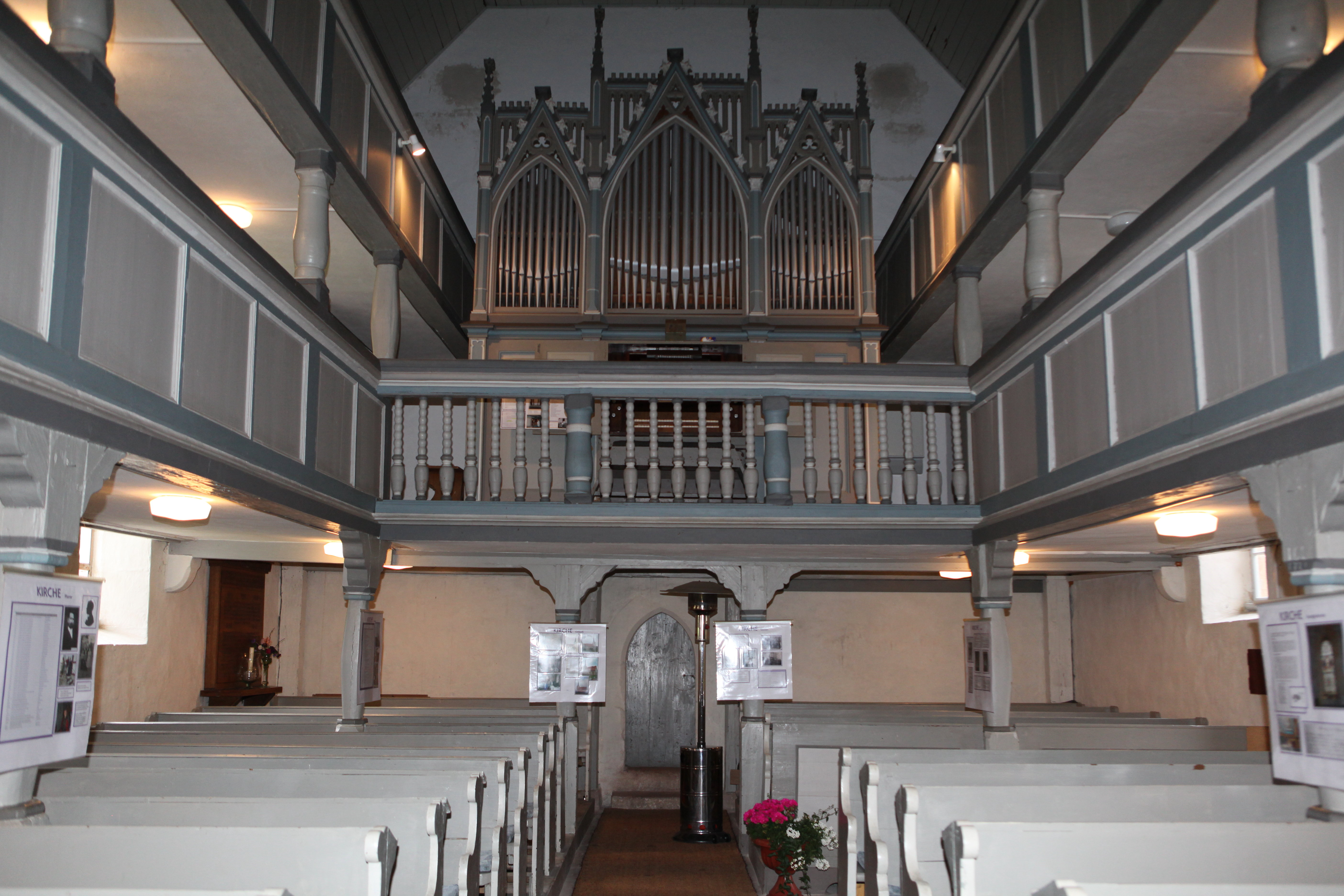
Orgel

Die evangelisch-lutherische Kirche St. Johannes der Täufer und St. Blasius in Wiedersbach, einem Ortsteil der Gemeinde Auengrund im Landkreis Hildburghausen (Thüringen), wurde 1487 errichtet. Namenspatrone sind St. Johannes der Täufer und St. Blasius.

## Geschichte
Die auf einem Südhang ortsbildprägend stehende Kirche war ursprünglich eine Wehrkirche mit einer zwei Meter hohen Mauer und einem tiefen Wallgraben. Den ältesten Teil, den Chor, baute 1487 der Johanniterorden Schleusingens ursprünglich als Kapelle. Es war die erste Kirche im Henneberger Land, in der schon 1523 evangelische Gottesdienste gehalten wurden. Das heutige spätgotische Aussehen entstand im Rahmen einer Erweiterung mit dem Langhaus und dem Kirchturm im Jahr 1601. 1617 erfolgte eine Ausmalung mit Fresken. 1721 wurden die Emporen eingebaut und wohl die Fresken übermalt. 1893 folgte eine Aufstockung der Wände des Langhauses mit Steinen aus der benachbarten Friedhofsmauer um etwa einen Meter und eine Erneuerung des Dachstuhls.
Der Kirchturm, an der Westseite stehend, hat einen verschieferten Spitzhelm, aus zwei aufeinander gesetzten Pyramiden bestehend, und ist insgesamt 42 Meter hoch. Er hat als Wetterfahne eine Henne. Gesimse gliedern den viergeschossigen Turm mit seinen unverputzten Sandsteinwänden.
Der Chor wird von einem Kreuzrippengewölbe überspannt. Die südliche Außenwand des Langhauses hat als Besonderheit ein kleines romanisches Rundbogenfenster. Der Kircheninnenraum bietet mit seinen zweigeschossigen Emporen 300 Personen Platz.
Seit 1987 ist die Pfarrstelle in Wiedersbach unbesetzt. Anfangs verwaltete Waldau die Kirchengemeinde, später St. Kilian.

## Ausstattung
1961 wurden bei einer Innenrenovierung im Altarraum und am Triumphbogen Wand- und Deckenfresken aus der Spätrenaissance entdeckt. Die Deckenfresken im Altarraum zeigen die vier Evangelisten, die Nordwand das heilige Abendmahl, die Ostwand Moses mit den Gebotstafeln und dem Stab sowie die Südwand Martin Luther und Philipp Melanchthon.
Das Buntglasfenster in der Ostwand mit dem Christuskopf stammt aus dem Jahr 1895. Es ist ein Werk der Glasmalereianstalt Ferdinand Müller.
Der Taufstein stammt aus dem Jahr 1618. Die Kanzel neben dem Triumphbogen wird von einem symbolischen Palmenstamm getragen.
Im Kirchturm hängen vier Glocken, zwei alte Bronzeglocken und zwei Eisenhartgussglocken aus dem Jahr 1952. Die älteste und kleinste Glocke mit dem Ton D hat Johannes Rossanger 1483 gegossen. Die mittlere Glocke aus dem Jahr 1507 mit dem Ton B ist ein Werk von Peter Gereis. Die große und die kleine Glocke wurden 1952 in Apolda von der Firma Schilling gegossen. Sie ersetzten zwei Glocken, die im Zweiten Weltkrieg eingeschmolzen wurden.
Die Orgel, 1883 eingeweiht, baute der Schmiedefelder Orgelbaumeister Theodor Kühn. Sie ersetzt eine Orgel aus dem Jahr 1696, die am 4. Juni 1882 durch Blitzschlag zerstört wurde. Die Orgel ist heute nicht mehr bespielbar (Stand 2014).